# تاريخ العملة في السعودية
كانت المملكة العربية السعودية ممراً للقوافل القادمة للحج واحتوت على عدد من طرق التجارة القديمة؛ لذا، فقد انتشرت أنواعٌ من العملات في السعودية.

## رُوبِّيَّة
الروبيةُ أو الرُّبِّيَّةُ هي عملة هندية، مصنوعة من معدن الفضة. وتعني «وربية» في اللغة الهندية: الفضة. كانت واسعة الانتشار والتعامل في الخليج العربي والقطيف؛ وذلك لقوة التجارة مع الهند. وقد صارت أهم عملة يفضلها التجار وأهالي القطيف المحليون في تعاملاتهم اليومية من المبايعات والقروض. تداولت في نهاية القرن الثالث عشر، وبداية القرن الرابع عشر الهجري، وانتهى تداولها في القطيف سنة 1365هـ بعد أن حلَّ محلُها الريال السعودي. والربية الواحدة تساوي 2.5 «قَران». ومن فئات العملة، ربية، ونصف ربية.

## آنة
الآنة وحدة نقدية هندية أصغر من الربية تُصنع من النيكل. استخدمت في القطيف، وتساوي: 1/16 من الربية، وقد ذكرت في وثائق تعود لعام 1312هـ ومنها سند قبض إلى مالية الحكومة العربية الحجازية، وفيه 139 روبية و4 آنات ونصف آنة من زكاة عام 1350هـ / 1351هـ حرر في 10/10/1351هـ. من فئات العملة آنة، نصف آنة وربع آنة.

## البيزة
البيزة عملة هندية صغيرة القيمة. تُضرب من النحاس الأحمر. تساوي قيمتها (1/64) من الربيَّة.

## القرش
القرش نقد عثماني مصنوع من الفضة، سُكَّ لأول مرة في عام 1688م. يطلق عليه في الوثائق القطيفية: القروش الرومية، وتسمى في بلدان أخرى القروش الشامية. ويعادل القرش العثماني 6 محمديات. كان التعامل بالقرش شائعاً، وكانت هناك عدة تحويلات له:
- (1/7) من الربية.[4]
- (40) بارة.[4]
- (1/18) تومانًا
- (200) قرش من سكة الرّوم

## محمدية
المحمدية هي عملة فارسية من العملات التي شاعت خاصةً خلال القرن الثالث عشر الهجري. تُصنع المحمدية من الفضة، وتنقسم فئاتها إلى محمدية نصف محمدية، ربع المحمدية، سدس المحمدية. يُطلق على العملة أيضاً «محمديات أم عشر» أو «محمديات أمهات عشر» و«محمديات الزلايط الرومية العشرية»، ويطلق عليها أيضاً «محمديات صُفر» و«محمديات العجم». تعادل المحمدية:
- (1/25.5) ريال فرانسة
- (1/100) تومان
- (1/4) حدح صفر
- (1/6) قرش
- (1/15.5) زر ذهب.
- (1/16) آقجة.[5]

## آقجة
الآقجة نقد تركي، مصنوع من معدن الفضة. وهو نقد صغير ضرب في عهد السلطان أورخان بن الأمير عثمان مؤسس الإمبراطورية العثمانية عام 929 هـ/ 1327م. واستمر التداول بالعملة حتى عام 1827م. أصل تسمية العملة مغولي ويعني النقد الأبيض. وقد كان يصرف بها رواتب الجنود والموظفين في القطيف، ومعظم عمليات البيع والشراء وتقدير الأثمان والضرائب والرسوم. توقف سكها سنة 1234هـ، وهي السنة الثانية عشرة لجلوس السلطان محمود الثاني. وتعادل ثلاث آقجات بارةً واحدةً وكل 40 بارة تساوي قرشًا واحدًا (10).

## زر محبوب
الزر هو نقد عثماني، مسكوك في مدن متنوعة، وهو مصنوع من معدن الذهب. شاع تداوله في العهد العثماني وهو يساوي (19) محموديًّا، و (75) فلساً. كان الناس يتعاملون به في أيام حكم بني خالد للقطيف. وبقيت حتى عهد الدولة السعودية الأولى. كان يسمى أيضاً (أحمر)، ويسمى بالأحساء (الأحمر أو الحمران). ومن فئاته؛ الزر، نصف الزر. وتحمل على ظهرها العبارة التالية: «سلطان البرَّين وخاقان البحرين السلطان ابن السلطان».

## دهنيم
عملة قديمة تداولت في القطيف.

## عباسية
العباسية أو العباسي هي عملة فارسية تُصنع من معدن الفضة. كُتب على وجهها: «لا إله إلا الله، محمد رسول الله، علي ولي الله»، وعلى الحاشية: «علي، حسن، حسين، علي، محمد، جعفر، موسى، علي، محمد، علي، حسن، محمد»، وهي قليلة الاستخدام في القطيف.

## قران
القَرَان نقد فارسي من الفضة. وله عدة أنواع: القران الشاهي أو الفضي الذي يطلق عليه القران الأبيض. استخدم القران على صورة شائعة في المبايعات والتعاملات التجارية في القطيف. ولم يوجد له تعاملات الأحساء. كان القران مستعملاً قبل الحكم التركي الثاني في القطيف، وهو يساوي خُمسيْ قيمة الربية الهندية. وتندرج تحت القران عملات أخرى: الحدج، الآري، المرضوف، الهشتي. وكان التعامل بالقران، ونصف القران، وربع القران في القطيف. جاء القران في المبايعات مقترناً ببعض العملات منها الربية، الريال، المحمدية، التومان، الحدج. يعادل:
- 8.5 قرش،
- 2.5 قران تعادل ربية.
- 1/5 ريال فرانسة.

## الحدج
الحدج عملة نحاسية من فئات القران الفارسي. ذات الفئات صغيرة القيمة. يطلق عليها (حدج أصفر). يعادل الحدج 1/4 محمدية.

## المرضوف
هو عملة نحاسية، من فئات القران الفارسي. تعود تسميته إلى تحريف كلمة «المردوف» والمردوف في العربية هو التابع أو اللاحق. يساوي المرضوف ضعف قيمة الحدج (19). ويُسمَّى أيضاً «مراضيف صفر». يقتصر استعمال المرضوف على القطيف. ويعادل ربع محمدية.

## الهشتي
من فئات القران الفارسي.

## الآردي
من فئات القران الفارسي، يساوي ربع حدج.

## ريال فرانسة
ريال الفرانسة ويسمى دولار ماريا تريزا النمساوي. هي عملة نمساوية سُكَّت من الفضة في فيَنَّا عاصمة إمبراطورية النمسا والمجر. في عام 1780م سُك الريال خصيصاً لاستعماله في الجزيرة العربية ولاقى قبولاً ورواجاً فيها، وقد استخدم بشكل كبير في مبايعات القطيف. يسمى في بعض وثائق المبايعات «الريالات الفرانسة الفرنجية الفضية» يعود أقدم تعامل وُجِدَ له في الوثائق إلى عام 20/3/1207هـ. يعادل رسال الفرانسة:
- 3 ربيات.[3]
- (4.5 - 5) قران
- (25.5) محمدية.
- 2 - 1.8 ربية

## ريال مجيدي
الريال المجيدي ويسمى «مجيدي» هو عملة عثمانية يرجع في التسمية إلى السلطان عبد المجيد بن السلطان محمود الثاني. سُكَّ المجيدي من الفضة بحجم الدولار النمساوي. ويساوي (3) ربيات. المجيدي يساوي (100) بارة. ويساوي (20) قرشًا. ومن فئات المجيدي؛ نصف مجيدي، ربع مجيدي. ينقسم المجيدي إلى أصناف:
1. الچرخي: مصنوع من الفضة، ومعناه النقد الأملس الدائر (27) وهو من فئة الخمسة قروش (28).
2. المتليك
3. القمري.

## متليك
عملة من فئة المجيدي، وهي عملة صغيرة القيمة. ولفظ المتليك مأخوذ من العبارة الإنجليزية: «ميتاليك» (بالإنجليزية: Metallic) ومعناها: معدني، وهي خليط معدني استخدم في القطيف. كان يُوزَّع في الأعياد كعيدية للأطفال. يعادل المتليك الواحد 10 بارات أو نصف قرش ويندرج تحته نوعان: متليك نحاس، ومتليك نيكل.

## القَمَري
القمري هو نقد عثماني من فئة (المجيدي). وهي عملة صغيرة القيمة تُصنَع من معدن النحاس. يُرجَّح أن تسميتها بالقمري تعود لوجود رسم الشمس على أحد وجهيها وهي تشع أنوارها في كل اتجاه، مما أوحى بأن الرسم (قمر) لعدم وضوحها، فسميت بهذا الاسم المشتق من القمر.

## البارة
البارة هي أصغر عملة تركية. سُكَّت من معدن النحاس. وفئاتها: خمس بارات، عشر بارات، وعشرون بارة. انتشرت في المنطقة خلال الفترة العثمانية الثانية. البارة أصغر من القرش، ويرجع تاريخ سكها إلى عام 1520م. تعادل البارة:
- (4) آقجات[4]
- في عهد السلطان محمد الفاتح، انخفضت قيمتها فأصبحت 3 بارات تساوي آقجة واحدة[6]
- 1/40 من القرش

## الأشرفي
الأشرفي أو أشرفي هو دينار عثماني مصنوع من الذهب. جرى تداول الأشرفي على نطاق ضيق لكنه كان من العملات المتداولة في القطيف والأحساء إذا استخدم في الفترة العثمانية الأولى في القطيف. من فئاته (أربعة أشرفي). وكان الأشرفي الواحد يعادل خمسين آقجة عثمانية.

## منقور
المنقور هو وحدة نقدية أصغر من الآقجة، جرى التعامل بها في القطيف والأحساء خلال الفترة العثمانية الأولى بالمنطقة. كانت ضمن العملات النقدية التي يتم تحصيل الرسوم والضرائب في القطيف، ويعادل المنقور سدس آقجة.

## بيزة
البيزة أو البيسة أو بيسة مسقط، من العملات المستعملة في القطيف. وقد اندرج تحتها نوعان: بيزة مسقط التي ضربت باسم فيصل بن تركي، سلطان عمان سنة 1311هـ، والثانية «بيزة برغش» أحد سلاطنة عمان، وبيزة فيصل بن تركي هي التي تداولت في القطيف. وجد في القطيف بعض منها كآثار. ومن فئاتها فئة ربع آنة مؤرخة في 1315هـ، وفيها عبارة: (ضرب مسقط)، وعلى الظهر مكتوب: (فيصل بن تركي سلطان عمان).